# Гранитное (Апостоловский район)
Гранитное (укр. Гранітне) — посёлок,
Грушевский сельский совет,
Криворожский район,
Днепропетровская область,
Украина.
Код КОАТУУ — 1220384402. Население по переписи 2001 года составляло 572 человека.

## Географическое положение
Посёлок Гранитное находится на правом берегу реки Базавлук, выше по течению на расстоянии в 3 км расположено село Усть-Каменка, ниже по течению на расстоянии в 1,5 км расположено село Грушевка, на противоположном берегу — посёлок Перевозские Хутора (Покровский городской совет). Через село проходит железная дорога, станция Платформа 71 км.
Около села — большой карьер.

## Экономика
- Подстепнянский гранитный карьер.
- Подстепнянский завод стройматериалов, ОАО.

## Объекты социальной сферы
- Клуб.
- ЗНЗ